# استانداری گلستان
استانداری گلستان یک نهاد مرتبط سازمان امور اداری کشور و نمایندهٔ دولت جمهوری اسلامی ایران در استان گلستان است که در شهر گرگان واقع شده‌است.

## فرمانداری‌ها
- فرمانداری شهرستان بندر گز
- فرمانداری شهرستان ترکمن
- فرمانداری شهرستان گمیشان
- فرمانداری شهرستان کردکوی
- فرمانداری شهرستان گرگان
- فرمانداری شهرستان آق قلا
- فرمانداری شهرستان علی‌آباد
- فرمانداری شهرستان گنبد کاووس
- فرمانداری شهرستان رامیان
- فرمانداری شهرستان آزادشهر
- فرمانداری شهرستان مینودشت
- فرمانداری شهرستان گالیکش
- فرمانداری شهرستان کلاله
- فرمانداری شهرستان مراوه تپه